# Sar Panbeh Dūl
Sar Panbeh Dūl (persiska: سَر پَنبِه دول, سر پنبه دول) är en ort i Iran.   Den ligger i provinsen Kurdistan, i den nordvästra delen av landet, 400 km väster om huvudstaden Teheran. Sar Panbeh Dūl ligger 1 839 meter över havet och antalet invånare är 147.
Terrängen runt Sar Panbeh Dūl är huvudsakligen kuperad, men åt sydost är den platt. Terrängen runt Sar Panbeh Dūl sluttar söderut.Runt Sar Panbeh Dūl är det ganska tätbefolkat, med 72 invånare per kvadratkilometer. Närmaste större samhälle är Mūchesh, 18,6 km nordväst om Sar Panbeh Dūl. Trakten runt Sar Panbeh Dūl består i huvudsak av gräsmarker.